# Балтийский научно-инженерный конкурс

Логотип Балтийского научно-инженерного конкурса, изображающий главный приз — хрустальный шар «Совершенство как надежда»

Балтийский научно-инженерный конкурс — крупный российский нереферативный конкурс, ориентированный на раскрытие исследовательского потенциала подростков 13-18 лет (7-11 классы).  Организатором Конкурса является Фонд поддержки научной и научно-технической деятельности молодежи «Время науки». 
Традиционно проходит в Санкт-Петербурге с 2004 года. В 2008—2011 входил в перечень Российского совета олимпиад школьников, и диплом победителя приравнивался к результатам ЕГЭ. Конкурс является отборочным для престижного американского соревнования Intel ISEF, победители Балтийского научно-инженерного конкурса участвуют в нём в составе сборной России.

## История
В 1990-е годы преподаватели математики, физики и программирования проявили обеспокоенность, что олимпиады недостаточно эффективны для поиска талантливых подростков: многие дети перестали в них участвовать,   специфика заданий олимпиад не вполне  позволяла выявить  учащихся, которые обладают ярко выраженными исследовательскими способностями и могли бы сделать научную карьеру. Нужен был другой способ поиска учеников, обладающих  математическими и естественнонаучными способностями. Пример был взят с научных конкурсов для старшеклассников, в частности,  Intel ISEF.

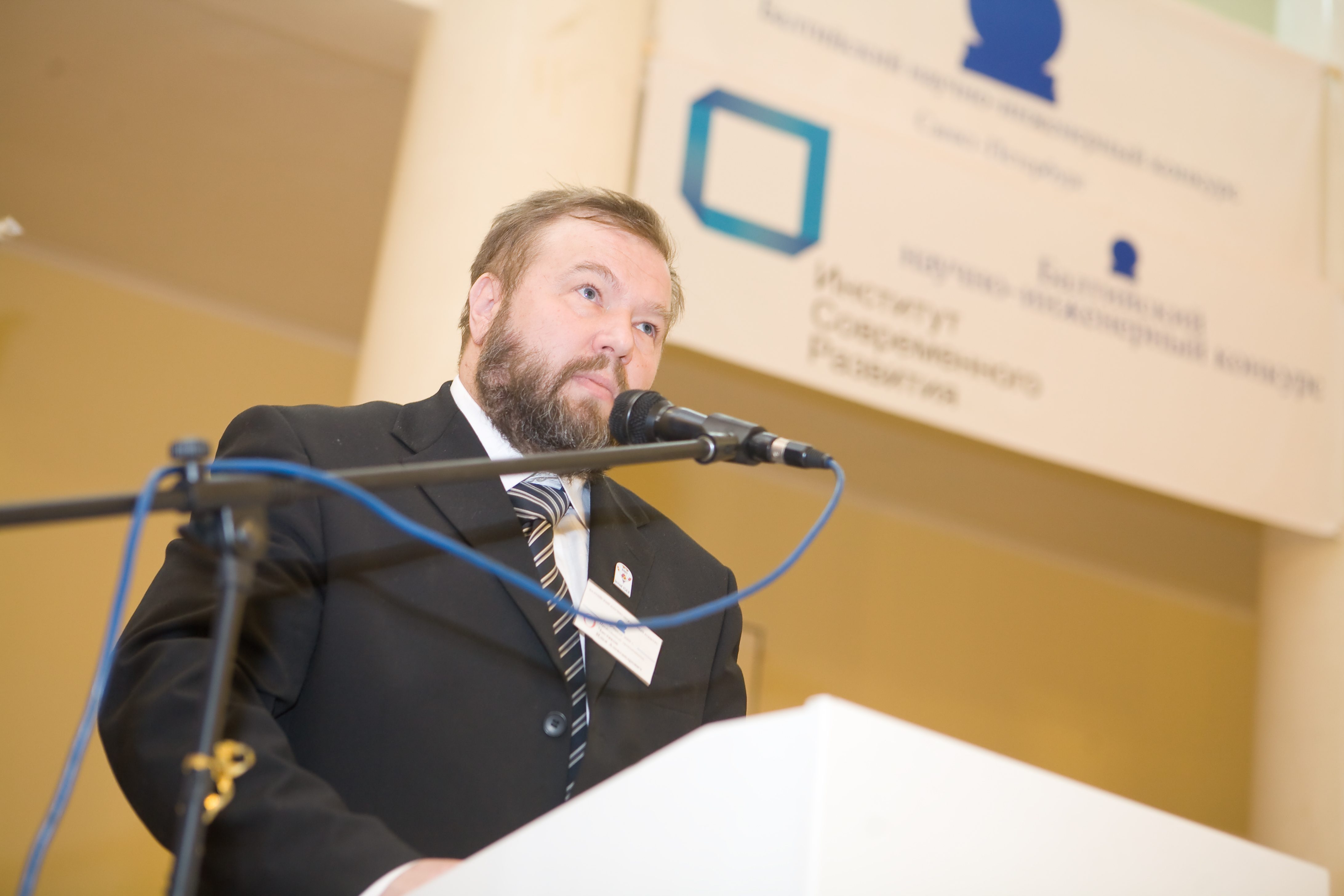
Чистяков Илья Александрович, председатель Оргкомитета Балтийского конкурса

Инициатором создания нового формата соревнований для  школьников стал Илья Чистяков. С 1982 года Чистяков преподаёт математику, был директором школы, руководителем команды, которая на XXV Всесоюзной олимпиаде школьников по математике заняла первое место, в конце 1990-х возглавлял оргкомитет Петербургской городской олимпиады по математике, основатель (и с 2011 года директор)  Лаборатории непрерывного математического образования (ЛНМО), которая занимается углублённой математической подготовкой школьников. В 2015 году им был учрежден  фонд «Время науки», который организует Балтийский конкурс.
В 1990-х Лаборатория стала широко известна в научной среде, её ученики были победителями крупнейших мировых конкурсов. Несколько из них получили высшие награды за выдающийся вклад в науку: по решению NASA в 2003 именами Евгения Амосова, Артёма Викторова, Евгения Лохару и Сергея Иванова  были названы малые планеты Солнечной системы.
С 1992 года Чистяков при поддержке  СПбГУ организовывал Международную конференцию молодых учёных, посвящённую математику академику Пафнутию Чебышёву, а в 1997 году — академику Сергею Бернштейну. Главная цель конференций -  привлечение школьников, занимающихся исследованиями в области естественных и точных наук, к научному творчеству.
С помощью менеджеров корпорации Intel, которые оценили старания Чистякова, в 2004 году возник Балтийский научно-инженерный конкурс как отборочный турнир на ISEF. Впервые Балтийский конкурс был проведён 1-4 февраля 2005 года. Он конкурировал со Всероссийским научным конкурсом «Юниор», организованным МИФИ на несколько лет раньше, и нижегородским конкурсом «РОСТ», которые тоже отбирали кандидатов для самого крупного международного соревнования.
Первый Балтийский конкурс прошёл в СПбГУ, в нём участвовало всего 60 школьников и 20 членов жюри. Уже через два года  мероприятие было поддержано Правительством Санкт-Петербурга, на пресс-конференции присутствовал председатель Комитета по науке и высшей школе Александр Викторов.
С 2007 года конкурс стал ориентироваться на бизнес и подготовку кадров — проводились круглые столы с предпринимателями, в партнёрах конкурса появились крупные компании. На следующий год на конкурс съехались школьники из многих  регионов России, Украины и Белоруссии. В 2008 году в жюри Конкурса были приглашены более 100 преподавателей из ведущих вузов Петербурга и других городов, тогда же Балтийский конкурс вошёл в перечень Совета российских олимпиад школьников (где был до 2011-го), дипломы победителей позволяли поступить в престижные российские вузы без экзаменов.
Конкурс расширялся, участников становилось всё больше, победители Балтийского научно-инженерного конкурса  регулярно занимали призовые места на Intel ISEF. В 2009 году на церемонии открытия Балтийского конкурса присутствовал советник президента Леонид Рейман. В 2010 году в конкурсе приняло участие более 1000 школьников, которые приехали в том числе из Казахстана. В 2011-м конкурс поддержал Комитет по экономическому развитию, промышленной политике и торговле Правительства Санкт-Петербурга, на следующий год на церемонии открытия и закрытия участвовал заместитель председателя Комитета по образованию Петербурга Юрий Соляников. По количеству участников и масштабу организации к 2012 году Балтийский научно-инженерный конкурс  стал походить на научно-практический форум. В 2013-м организаторы решили провести эксперимент и включили в программу школьников 5-7 классов. В 2014 и 2015 годах организаторы собрали часть средств конкурсного бюджета c помощью краудфандинга на портале Planeta.ru.

## Финансирование
Государственное финансирование конкурс никогда не получал. В 2013 году Общественным собранием РФ планировалось выделение бюджетных средств на проведение региональных научных конкурсов, Балтийский конкурс в программу поддержки не попал.
Балтийский конкурс организуется на деньги компаний и фондов, которые заинтересованы в развитии юных талантов. Титульным спонсором конкурса с 2005 по 2016 год являлась корпорация Intel.
Конкурс привлекал крупных и узкоспециализированных разработчиков ПО. В разное время среди партнёров и спонсоров конкурса числились компании Motorola (2005—2007), Digital Design (2013), петербургские отделения EMC (2009—2013) и HP (2008—2010), Linux-Ink (2006—2009), Arcadia (2012), «Аскон» (2012), Murano Software (2009—2012), ГК «ТЭТРА Электрик» (2009—2012), а также Dr.Web, «Ланит-Терком», «Транзас» и др.. Компании покупают ценные призы и подарки для участников и победителей: ноутбуки, мобильные телефоны, книги и др.
В 2008—2009 годах конкурс поддерживал  фонд «ИНСОР», попечительский совет которого возглавляет Дмитрий Медведев, а  в 2012-2014 году — фонд «Династия». С 2005 года издательство БХВ-Петербург, специализирующееся на учебной и технической литературе, предоставляет будущим учёным полезные книги.
Бюджет мероприятия составляет в среднем 2 млн руб. Сверх этого ещё полмиллиона требуется на проживание иногородних участников. В 2014 и 2015 годах эта сумма на размещение гостей была собрана в рамках краудфандинговой компании. Привлечённые сверх заявленной суммы средства позволяют обеспечить участникам бесплатное питание, экскурсионную программу, призы и подарки.

## Программа конкурса
Ежегодно в Балтийском конкурсе участвует  более 300 юных исследователей из  России и стран СНГ. Приглашения рассылаются в образовательные центры различных регионов России, участие в конкурсе бесплатное. Для регистрации требуются тезисы и полный текст работы.
Проекты принимаются по восьми  направлениям: математика, физика, программирование, техника, робототехника,  биология, экология и химия. Критерий отбора: новизна, грамотность, умение исследовать и систематизировать информацию. Главное в проекте — это элемент научного открытия. При положительном заключении эксперта о проекте или исследовании, подростка приглашают на конкурс вместе со своим научным руководителем.
Балтийский научно-инженерный конкурс проходит в формате стендовой выставки-ярмарки. Представители жюри,  вузов и бизнеса могут отметить талантливых школьников, осуществив живой диалог с юным ученым . Конкурс проходит в два этапа: отборочный тур среди всех участников, когда работы оцениваются  жюри заочно, очный этап, в рамках которого докладчик на стендовой выставке  презентует свой проект,  отвечает на вопросы членов жюри. В рамках этого этапа задача  каждого исследователя — представить свое открытие  на русском и английском языках. Участники Конкурса  получают высококвалифицированную экспертизу своей работы, имеют возможность напрямую поговорить с ведущим специалистом в своей отрасли. Финалисты Конкурса имеют возможность принять участие в Балтийской инженерной олимпиаде по профилю  своей  научной секции.

## Организаторы и жюри

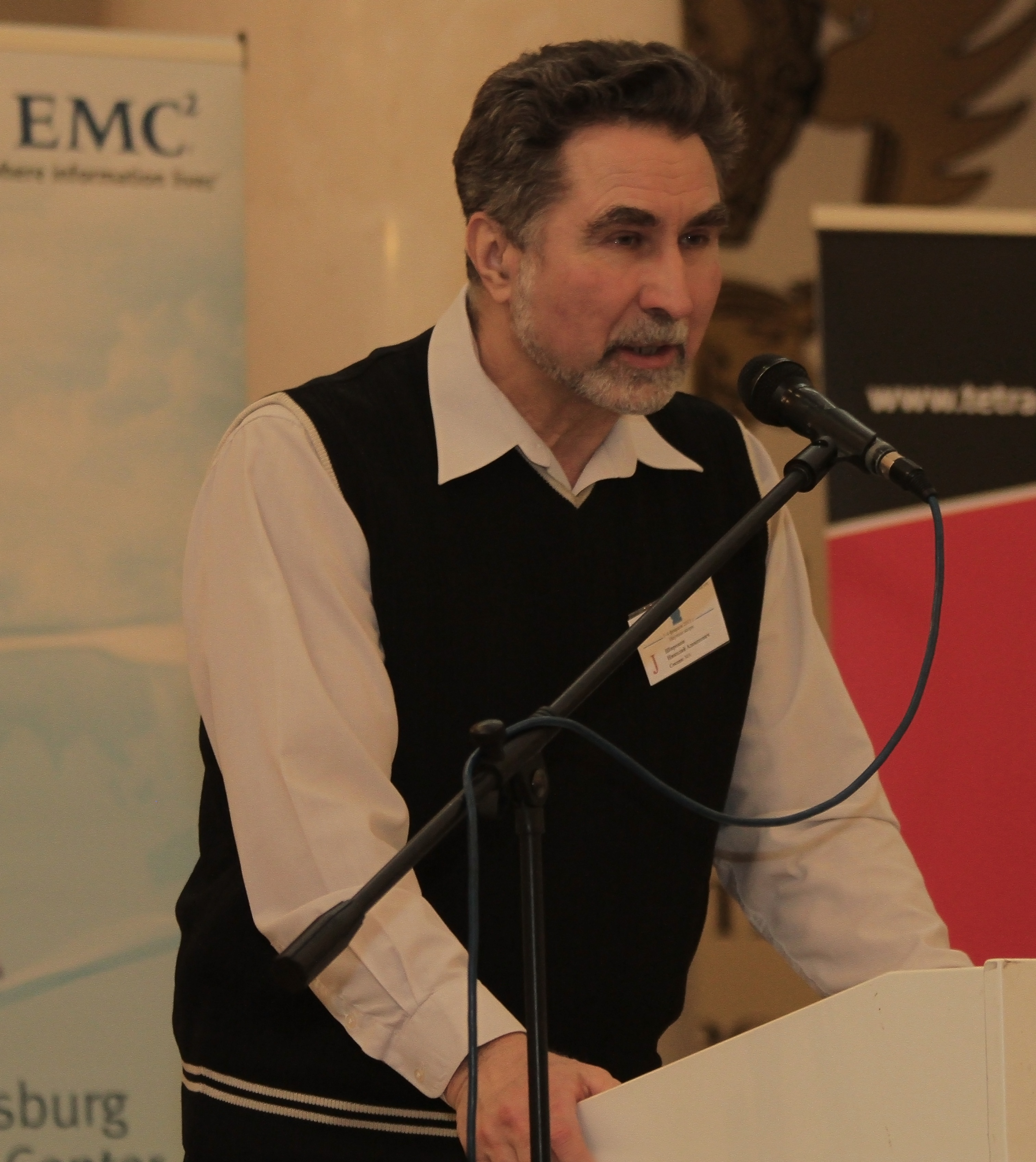
Широков Николай Алексеевич, председатель научного жюри Балтийского конкурса

Председатель оргкомитета конкурса — Илья Чистяков, учредитель фонда «Время науки» и директор ЛНМО.
Первым координатором конкурса был бывший ученик Ильи Чистякова — Евгений Амосов, в 2005 году -  студент второго курса математико-механического факультета СПбГУ, победитель 2003 года ISEF. В дальнейшем руководство Конкурсом брали на себя другие выпускники Чистякова. С 2014 года партнер Конкурса — Университет ИТМО. Ректор вуза Владимир Васильев является председателем Конкурсного совета.
Проекты и исследования оценивают  более 200 учёных, докторов и кандидатов наук, преподавателей вузов, также  приглашённые на мероприятие руководители компаний и предприятий могут оценить потенциал исследователей.
Председателем научного жюри  каждой из секций конкурса является известный ученый,который организует работу членов жюри. Работа жюри организована в соответствии с многоуровневой системой критериев, разработанной методистами Конкурса. Первая группа критериев - формальная. Каждый член  жюри ранжируют работы в соответствии с количеством баллов, полученных каждым участником. На основании суммы полученных участниками баллов  выстраивается общий рейтинг секции. На совещании членов научного жюри используется ряд неформальный подход. Члены научного жюри в открытом обсуждении анализируют рейтинговый список участников по секции, а затем на основании полученных оценок  выстраивают   новую систему ранжирования.  Последний этап работы научного жюри - общее голосование всех членов жюри за ранжированный список победителей по секции. 
Кроме научных экспертов, работы оценивает учительское жюри. Эти эксперты смотрят на динамику работы от зарождения идеи до её воплощения. Кроме того существует молодёжное жюри — это бывшие выпускники, победители Балтийского конкурса.  На конкурсе также работает бизнес-жюри.

## Награждение

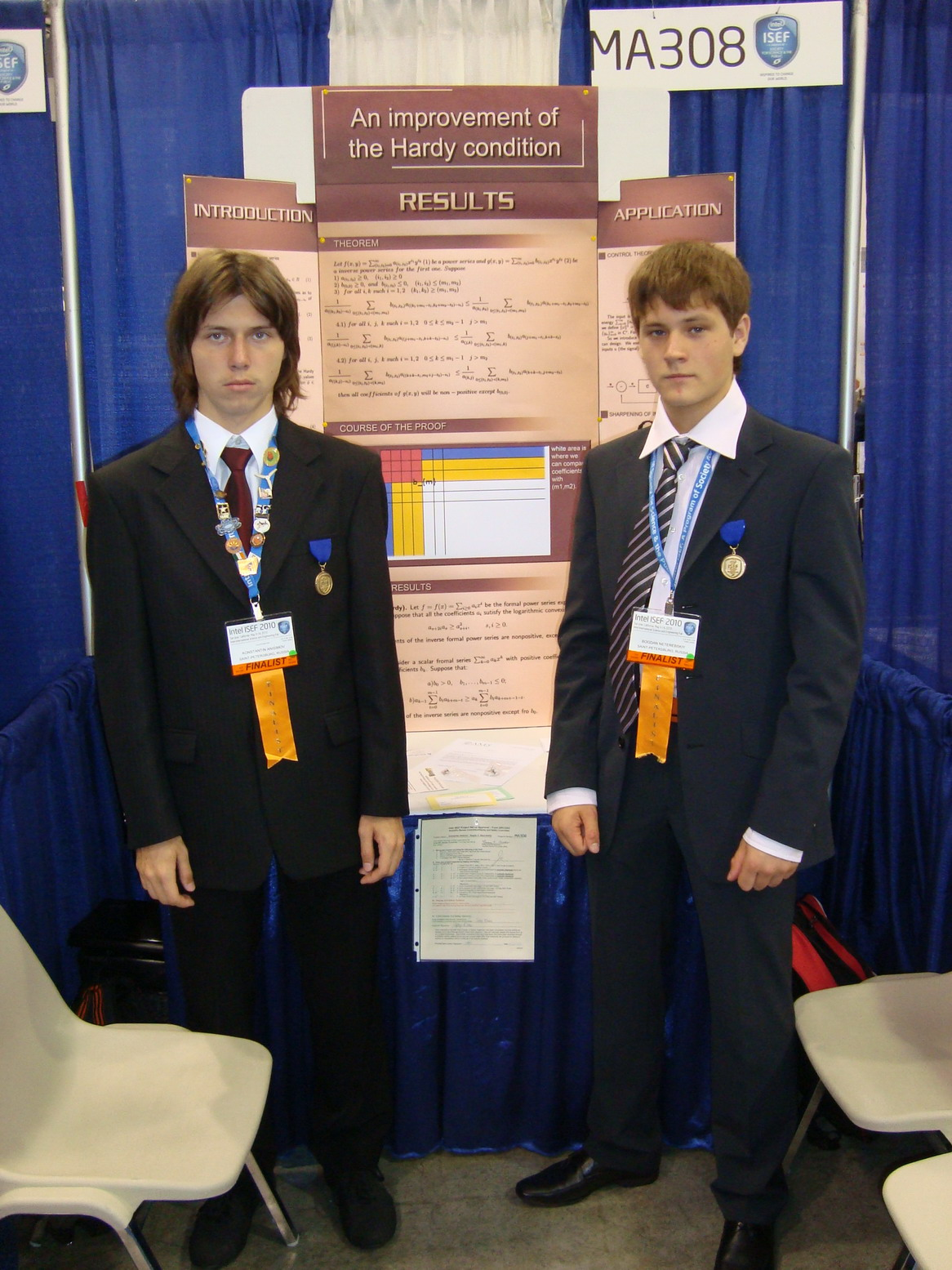
Анисимов Константин и Нетеребский Богдан, победители БНИК и Intel ISEF

Организаторы стремятся отметить все талантливые работы, таким образом награждёнными оказываются до 2/3 всех участников конкурса.

Важно показать, что мы — взрослые — неравнодушны к первым научным шагам наших детей и учеников. Если ребенок почувствует поддержку, получит стимул к дальнейшему развитию, он свернет горы. И, пожалуй, осуществление такой поддержки — это то, для чего существует наш конкурс.— Илья Чистяков, организатор конкурса. «Ленинградская правда»
Главной премией конкурса является символический большой хрустальный шар «Совершенство как надежда». Награда получила такое название, потому что организаторы верят, что победители достигнут совершенства в своей области — науке, исследованиях, предпринимательстве. Премия соответствует диплому первой степени. Он присуждается научным жюри одному или двум лучшим участникам конкурса в целом за особые достижения в науке и технике.
Главной премией также является поездка на Всемирный смотр-конкурс научных исследований школьников. Команда победителей конкурса, формируемая по рекомендации Оргкомитета,  является частью российской команды, представляющей страну на конкурсе научных достижений Intel ISEF.
Премия победителям по каждой из секций  — малый хрустальный шар "Совершенство как надежда". Жюри также присуждает премии иностранных научных обществ. Кроме того присуждается премия бизнес-сообществ. А молодёжное жюри выдаёт понравившимся работам призы на своё усмотрение, например, в 2015-м это было посещение аэродинамической трубы.

## Победы в Intel ISEF
С начала существования Балтийского научно-инженерного конкурса и по 2016 год победители конкурса становились призёрами ISEF 12 раз.
В 2006 году Василий Дьяченко занял 4 место по программированию. В 2008 Михаил Школьников взял 3 место по математике, в этом же году была первая командная премия по программированию. В 2009-м — 4 командная премия по математике, а в секции химии отличилась Дарья Грошева, которая выиграла грант на обучение в Университете Флориды, но отказалась в пользу СПбГУ. В 2010 году — 3 премия в командном зачёте по математике. В 2011 году Александр Швед занял 3 место в секции химии, а Гаджи Османов получил награду Grand Award, которую называют «малой Нобелевкой» (его именем тоже названа малая планета), заняв второе место в секции информатики. В 2015 году российская команда получила шесть призовых мест и три спецприза. Данил Фиалковский попал в четвёрку победителей в секции математики и тоже получил премию Grand Award. В 2016 победитель БНИК Олег Зобов на конкурсе ISEF стал лауреатом третьей степени в категории Grand Award в секции «Роботы и интеллектуальные машины».